# Kortowiada
Kortowiada – nazwa olsztyńskich juwenaliów, pochodząca od nazwy dzielnicy Kortowo, w której znajduje się miasteczko akademickie (kampus Uniwersytetu Warmińsko-Mazurskiego).
Jest to jedno z największych studenckich wydarzeń muzycznych w Polsce, liczba uczestników często sięgała 100 000 osób. Na głównej scenie co roku prezentują się polskie oraz zagraniczne gwiazdy, występowali tu tacy artyści jak: Maryla Rodowicz, Krzysztof Krawczyk, Lady Pank, O.S.T.R., Gromee, DJ Antoine, Remady & Manu-L czy Aaronchupa (2019).
W każdym dniu juwenaliów koncertom muzycznym towarzyszą inne wydarzenia, takie jak turnieje sportowe (lub e-sportowe), wydarzenia artystyczne, występy taneczne, pokazy fireshow oraz inne atrakcje pokroju wystaw motoryzacyjnych czy targów ekologicznych. W każdej edycji organizowane są inne pomniejsze atrakcje skierowane do studentów.
W 2019 roku odbyła 60, jubileuszowa edycja Kortowiady. Kolejna pełnoprawna edycja odbyła się w roku 2022, po trzyletniej przerwie spowodowanej pandemią COVID-19. Główne koncerty 61. Kortowiady odbyły się po raz pierwszy w innym miejscu – Scenę Główną przeniesiono z Górki Kortowskiej na uniwersytecką Plażę Kortowską.
Oficjalnym hymnem juwenaliów jest utwór „Kortowiada” w wykonaniu zespołu Enej do słów Bartłomieja Kroma. Utwór skomponowano w 2007 roku, a słowa napisał ówczesny członek prezydium Rady Uczelnianej Samorządu Studenckiego Uniwersytetu Warmińsko-Mazurskiego w Olsztynie, a elementem wyróżniającym Kortowiadę spośród innych Juwenaliów są koszulki wskazujące na przynależność studentów do różnych Wydziałów lub Domów Studenckich, które dają im możliwość udziału w imprezach zamkniętych (np. Boju Wydziałów, Akademików, Kabareton czy konkurencji Must Be The Dziekan).

## „Najlepsze juwenalia w Polsce”
Kortowiada wielokrotnie zyskała nominacje oraz tytuł najlepszych juwenaliów w Polsce za sprawą plebiscytu Pro Juvenes, organizowanego przez Parlament Studentów Rzeczypospolitej Polskiej. Kortowiadę okrzyknięto najlepszymi juwenaliami w 2014, 2017 oraz 2022 roku.
W 2012 roku Kortowiada zajęła również I miejsce w kategorii Najlepszy produkt i usługa Warmii i Mazur.
W 2006 i 2008 roku Kortowiadę uznano również za najbardziej bezpieczne juwenalia w Polsce.

## Organizator
Głównym organizatorem Kortowiady jest Rada Uczelniana Samorządu Studenckiego (RUSS) w Olsztynie. Impreza odbywa się co roku w maju i trwa 4–5 dni (zwykle od czwartku do niedzieli). Pierwsze juwenalia miały miejsce 30 maja 1958 r. i były przeprowadzone przez studentów Akademii Rolniczo-Technicznej w Olsztynie. Przez początkowe lata były organizowane w jednakowym czasie z juwenaliami Wyższej Szkoły Pedagogicznej w Olsztynie pod nazwą Żakinady. Po połączeniu się olsztyńskich uczelni, w wyniku których powstał Uniwersytet Warmińsko-Mazurski, juwenalia zyskały nowy wymiar współpracy oraz program imprezy.
Wydarzenie trwa przez 4–5 dni – oficjalna ceremonia otwarcia rozpoczyna się przekazaniem studentom kluczy do bram miasta oraz Paradą Wydziałów.

## Parada Wydziałów
Parada Wydziałów to oficjalne wydarzenie rozpoczynające Kortowiadę. Studenci rozpoczynają na olsztyńskiej starówce marsz, który prowadzi ulicami miasta, do Kortowa, gdzie zaczynają się juwenalia. Tradycyjnie na Starym Mieście studenci przejmują w uroczysty sposób od prezydenta Olsztyna klucze do bram miasta i wyruszają do miasteczka akademickiego, symbolizując w ten sposób przechwycenie władzy nad miastem na czas studenckiego święta.
Paradą maszerują studenci wszystkich wydziałów, w kolejności uzależnionej od uzyskanego wcześniej miejsca w Lidze Wydziałów. Na czele pochodu wyrusza ten wydział, który został zwycięzcą Ligi. Parada Wydziałów słynie z barwnych przebrań studentów oraz tanecznego charakteru marszu za sprawą emitowanej muzyki.